# Ménil-sur-Belvitte
Ménil-sur-Belvitte – miejscowość i gmina we Francji, w regionie Grand Est, w departamencie Wogezy.
Według danych na rok 1990 gminę zamieszkiwały 284 osoby, a gęstość zaludnienia wynosiła 33 osób/km² (wśród 2335 gmin Lotaryngii Ménil-sur-Belvitte plasuje się na 765. miejscu pod względem liczby ludności, natomiast pod względem powierzchni na miejscu 700.).